# Brunia esterhuyseniae
Brunia esterhuyseniae är en tvåhjärtbladig växtart som först beskrevs av P.Arne K. Strid, och fick sitt nu gällande namn av Class.-bockh. och E.G.H.Oliv. Brunia esterhuyseniae ingår i släktet Brunia och familjen Bruniaceae. Inga underarter finns listade.